# Erövringen av Mecka
Erövringen av Mecka (arabiska: فتح مكة) refererar till händelsen då Mecka erövrades av muslimer ledda av den islamiske profeten Muhammed år 8 AH under månaden ramadan. Orsaken till erövringen var att Qureish och folket i Mecka hade brutit mot fredsavtalet i Hudaybiyah och som resultat tog muslimerna över staden Mecka utan blodspillan. Året efter erövringen förkunnades det att Mecka var en helig stad där polyteism var förbjudet. Men polyteisterna i Mecka fick en frist på fyra månader då de kunde stanna och studera islam. Om de fortfarande inte var övertygade om islams budskap behövde de lämna det heliga området Mecka.